# Lepidopa mearnsi
Lepidopa mearnsi är en kräftdjursart som beskrevs av Benedict 1903. Lepidopa mearnsi ingår i släktet Lepidopa och familjen Albuneidae. Inga underarter finns listade i Catalogue of Life.